# Cmentarz wojenny nr 382 – Świątniki Górne
Cmentarz wojenny nr 382 – Świątniki Górne – nieistniejący austriacki cmentarz wojenny z okresu I wojny światowej wybudowany przez Oddział Grobów Wojennych C. i K. Komendantury Wojskowej w Krakowie i znajdujący się na terenie jego okręgu XI Twierdza Kraków.
Znajdował się w mieście Świątniki Górne, w  powiecie krakowskim. Była to niewielka kwatera, dwie mogiły, na miejscowym cmentarzu parafialnym, w których pochowano trzech niezidentyfikowanych żołnierzy.
Nie jest znany wygląd cmentarza i jego lokalizacja. Nieustalony jest też jego projektant. Został zlikwidowany prawdopodobnie po 1945 roku.